# Eustache Deschamps
Eustache Deschamps (* um 1345 in Vertus/Champagne; † 1404), eigentlich Eustache Morel, war ein französischer Dichter. Der Nachname ist nach Bart van Loo ein Künstlername. Er gilt als bedeutendster französischer Lyriker der zweiten Hälfte des 14. Jahrhunderts.

## Leben und Schaffen
Deschamps war vielleicht ein Neffe von Guillaume de Machaut, jedenfalls aber eine Zeit lang sein Zögling an der Domschule von Reims. Er studierte Rechtswissenschaften in Orléans und erlangte dank seiner Talente als Dichter und als Unterhalter 1368 die Protektion von König Karl V. und nach dessen Tod (1380) die von Karl VI. sowie vor allem von dessen kunstliebendem und ehrgeizigem jüngeren Bruder Herzog Louis d’Orléans, dem er ab 1390 diente. Von seinen Gönnern erhielt er mehrere kleinere königliche Ämter zugewiesen, von denen er samt seinen Kindern (seine Frau starb 1376 jung nach der Geburt des dritten Kindes) passabel leben konnte, auch wenn er häufig klagte. 1389 wurde er zum seigneur de Barbonval erhoben und somit geadelt. Er hielt sich meist in Paris am Hof auf, war aber auch viel mit seinen Fürsten und für sie unterwegs. So war er 1384/85 Mitglied einer diplomatischen Mission nach Ungarn und Kroatien, 1397 reiste er als Botschafter von Louis d'Orléans nach Mähren. Um 1400 zog er sich mehr und mehr zurück, gesundheitlich angeschlagen und unzufrieden mit dem Machtgerangel am Hof, wo verschiedene Klüngel, nicht zuletzt der seines Gönners Louis, den intermittierend geistesgestörten König zu manipulieren versuchten.
Als Dichter stand Deschamps in der Nachfolge von Guillaume de Machaut. Mit etwa 1500 erhaltenen Gedichten in allen damals gängigen Genera, darunter vor allem gut 1100 Balladen und an die 200 Rondeaus über vielerlei Sujets, war er einer der produktivsten und thematisch, formal und stilistisch innovativsten Lyriker des französischen Mittelalters. Sein Einfluss auf die Autoren neben ihm, beispielsweise auf Geoffrey Chaucer, und nach ihm war groß und reichte bis weit ins 15. Jahrhundert, z. B. zu Christine de Pizan und François Villon.
Während seine dem Thema Liebe gewidmeten Gedichte meist eher konventionell bleiben, wirken seine moralisch-gesellschaftlichen Problemen, z. B. denen des Hoflebens, gewidmeten Texte (meist Balladen) sehr persönlich. Bei den Zeitgenossen hoch angesehen waren auch seine philosophischen, didaktischen und satirischen Balladen. Doch spiegelt sich in seinem Werk auch Überdruss an der Welt und die allgemeine Lebensangst der Zeit. Die Welt sei ein kindischer Greis, sagt er, zunächst unschuldig, dann weise, gerecht und tapfer, schließlich feige, erbärmlich und schlaff.
Deschamps ortete die Katastrophen nicht nur in der Zeitgeschichte, sondern im menschlichen Körper, im Prozess des Alterns, der Gebrechlichkeit, des Verfalls. In der Ballade "Das sind doch lauter Todeszeichen!", vorgestellt von Ralph Dutli in der Rubrik "Frankfurter Anthologie" der Frankfurter Allgemeinen Zeitung am 15. April 2023, listet der Sechzigjährige die Verwüstungen auf, die das Alter dem Menschen zumutet, sowohl physisch wie psychisch. "Ich gehe immer krümmer und gebückt, / Ich hör kaum mehr, mein Leben schwindet, / Die Haare fallen aus, was mich bedrückt, / Der Rotz fließt aus der Nase, fast erblindet / Mein Aug, nur Schmerz, was meine Brust empfindet, / Kein Glied, das nicht schon heftig zittert, / Verhasple mich beim Reden, bin verbittert / Und voller Ungeduld, Verachtung, schleichend / Geh ich nicht ohne Stütze, ganz zerknittert: / Das sind doch lauter Todeszeichen!" (Übersetzung von Ralph Dutli).
Er verfasste auch erotische Verse, wie. z. B.:
"Manch eine Frau, die mir einst hold, als ich noch füllte ihren Spalt, als ich noch konnte, wenn ich wollt, entflieht mir nun mit Listen bald, da meine Rute schlaff und kalt." (Übersetzung von Andreas Ecke).
Ein zentrales Thema Deschamps’ ist der Niedergang Frankreichs durch den nach Karls V. Tod wieder aufflammenden Hundertjährigen Krieg. In einer Ballade beklagt er etwa, wie (1380) auch sein eigener Landsitz nahe seinem Geburtsort Vertus von englischer Soldateska geplündert und abgebrannt wurde. In der Fragment gebliebenen allegorischen Versdichtung La Fiction du lion, wo er Frankreich als ohnmächtigen Löwen und England als agilen Leoparden darstellt, beklagt er die notorische Schwäche Frankreichs unter Karl VI. Ein anderes politisches Thema, nämlich das Große Schisma in der Katholischen Kirche, behandelt er in La Complainte de l'Eglise desolee ("Klage der trostlosen Kirche", 1393).
In seinen letzten Jahren arbeitete er an der unvollendet geblieben satirischen Versdichtung Le Miroir du mariage ("Ehespiegel"), wo er die Vor- und Nachteile (meist eher diese) der Ehe diskutiert.
Deschamps ist darüber hinaus interessant als Autor der ersten in französischer Sprache verfassten Poetik (Dichtungslehre), L'art de dictier et de fere chançons, ballades, virelais et rondeaux (1392), einer Zusammenstellung von Regeln und Rezepten zum Verfassen metrisch gebundener Texte. Hierbei kommt es ihm mehr auf die "musique naturelle" der Sprache an als auf die "musique artificielle" der Melodie, denn er war einer der ersten, die auf eine Vertonung und musikalische Begleitung ihrer lyrischen Texte weitgehend verzichteten.